# 華盛頓州第五國會選區
華盛頓州第五國會選區（英語：Washington's 5th Congressional District）是华盛顿州的國會選區之一。當前的聯邦眾議員凱西·麥克莫里斯·羅傑斯，于2005年1月3日上任至今。